# بايرون شارب
بايرون شارب (بالإنجليزية: Byron Sharp)‏ هو منظر أعمال ‏ نيوزيلندي، وُلد في عقد 1960م.